# Crisalide (Vola)
Crisalide (Vola) (Vertaling: Cocon (Vlieg)) is een single van de San Marinese zangeres Valentina Monetta. Het was de San Marinese inzending voor het Eurovisiesongfestival 2013 in Malmö te Zweden. Het nummer is geschreven door Ralph Siegel en Mauro Balestri. Men dacht dat ze zeker de finale zou halen; in veel peilingen stond ze bij de beste vijf van de negenendertig landen. Echter, Monetta haalde de finale niet; ze eindigde in de tweede halve finale op de elfde plaats met 47 punten.
Monetta deed in 2012 ook al mee voor San Marino op het Eurovisiesongfestival 2012 met het nummer The Social Network Song. Hiermee strandde ze eveneens in de halve finale, toen in de eerste halve finale op een veertiende plaats. In 2014 deed Monetta eveneens mee en haalde met het nummer Maybe voor het eerst de finale voor San Marino.